# Xavier Oriach i Soler
Xavier Oriach i Soler (Sabadell, 20 de novembre del 1927 - 9 de setembre de 2024) va ser un pintor català que va desenvolupar gran part de la seva trajectòria artística a França. Va viure a Sabadell, València, París i Normandia. Va formar part del Grup Z, entre 1948 i 1950, per traslladar-se després a la capital francesa, on entrà en contacte amb l'escola de París. La tardor de 2013 el Museu d'Art de Sabadell li organitzà una exposició retrospectiva.

## Biografia
En traslladar-se els seus pares a València el 1932, en Xavier romangué a la ciutat natal, al costat del seu oncle, el fotògraf Albert Rifà, a l'estudi del qual es reunia la intel·lectualitat progressista de Sabadell dels primers anys del segle xx.
El 1943 se n'anà a viure a València, on es va inscriure a l'Escola de Belles Arts. El 1947 formà part de l'avantguarda participant en el Grup Z. La seva primera exposició individual tingué lloc al Monestir de Sant Cugat del Vallès.
El 1951 Xavier Oriach rebé una beca de l'Institut Francès de València. Viatjà a París, on s'instal·là a la Ciutat Universitària. En aquesta ciutat es trobà amb Chillida, Palazuelo, Clavé i altres artistes i poetes d'avantguarda.
L'any 1953 va participar en la primera edició del Saló Biennal de Belles Arts que es presentava a la Caixa d'Estalvis de Sabadell.
Exposà a la Galerie Breteau, al Salon des réalités nouvelles i al "Salon de Mai". El 1980 s'instal·là a Jouy-sur-Eure (Normandia) on fundà el Centre d'Art Contemporain i la Biennale Européenne de sculpture de Normandie. Va retornar a Sabadell el 1992.
L'any 2012 va ser un dels autors, junt amb els pintors sabadellencs Fina Miralles, Alfons Borrell i Agustí Puig i el ceramista Lluís Clapés, d'un plat d'art per al Memorial Àlex Seglers.
Es conserva obra de Xavier Oriach al Museu d'Art de Sabadell.

### Judici
"A l'inici dels anys seixanta, l'estil de Xavier Oriach ja es troba immers en un procés de canvi. La figuració de traç expressionista ha donat pas a un llenguatge abstracte d'arrel constructiva. Es tracta de composicions abstractes de geometria desbordada que, tanmateix, garanteixen un ordre visual i compositiu amb una morfologia creada a base de camps de colors contrastats. (...) La segona etapa, que evolucionarà al llarg dels anys setanta, es caracteritzarà per (...) un diàleg entre el pur gest i certs signes plens de referències flotants en l'espai pictoric. (...) Ja apunten alguns dels trets que caracteritzaran l'evolució posterior de Xavier Oriach, ens referim a certs referents d'arrel figurativa que constituiran, a partir dels anys vuitanta, el signe distintiu de la seva pintura. (...) Viurà un intens procés creatiu amb la maduració d'un llenguatge pictoric d'evocació mitologica i simbolica poblat de presències formals (hominids, bestiari, estructures biologiques, vestigis arquitectonicos, poblat mil·lenaris...) que emergeixen dels seus emnlemàtics fons mastèrics (...)"
- Maia Creus, Xavier Oriach, Acadèmia de Belles Arts de Sabadell Fundació Privada, 2006.

## Premis i reconeixements
- 2000 - Retrospectiva, Acadèmia de Belles Arts de Sabadell
- 2006 - Xavier Oriach, 60 années de peinture, Musée d'Evreux
- 2006 - Xavier Oriach, Acadèmia de Belles Arts de Sabadell
- 2021 - Bàrbar de l'Any, de la Fundació Bosch i Cardellach[8][9]